# Enemy of the State
Enemy of the State er en amerikansk spionthriller fra 1998 instrueret af Tony Scott og produceret af Jerry Bruckheimer.

## Medvirkende
- Will Smith
- Gene Hackman
- Barry Pepper
- Jon Voight
- Regina King
- Ian Hart
- Lisa Bonet
- Jascha Washington
- Jamie Kennedy
- Jason Lee
- Gabriel Byrne
- Jack Black
- Seth Green
- Philip Baker Hall

## Ekstern henvisning
- Enemy of the State på Internet Movie Database (engelsk)
- Enemy of the State på Filmdatabasen
- Enemy of the State på Scope
- Enemy of the State i Svensk Filmdatabas (svensk)
- Enemy of the State på AlloCiné (fransk)
- Enemy of the State på MovieMeter (nederlandsk)
- Enemy of the State på AllMovie (engelsk)
- Enemy of the State hos American Film Institute (engelsk)
- Enemy of the State hos British Film Institute (engelsk)
- Enemy of the State på Turner Classic Movies (engelsk)